# Sciades herzbergii
Sciades herzbergii és una espècie de peix de la família dels àrids i de l'ordre dels siluriformes.

## Morfologia
- Els mascles poden assolir 54 cm de longitud total i 1.500 g de pes.[6][7]

## Reproducció
Té lloc entre setembre i desembre: les femelles ponen 20-30 ous (els quals fan un diàmetre de 10-12 mm) que són covats en les boques dels mascles.

## Hàbitat
És un peix demersal i de clima tropical.

## Distribució geogràfica
Es troba a Sud-amèrica: conques fluvials i estuaris entre Colòmbia i el Brasil.